# Salosensaari (ö, lat 61,58, long 28,58)
Salosensaari är en ö i Finland. Den ligger i sjön Pihlajavesi och i kommunen Sulkava i den ekonomiska regionen  Nyslotts ekonomiska region  och landskapet Södra Savolax, i den södra delen av landet, 250 km nordost om huvudstaden Helsingfors. Öns area är 28,7 hektar och dess största längd är 1,3 kilometer i nord-sydlig riktning.